# Gelis fabularis
Gelis fabularis là một loài tò vò trong họ Ichneumonidae.